# Pierre de Boulogne
Pierre de Boulogne (fl. XX secolo) è stato un velista francese.
Partecipò ai giochi della II Olimpiade di Parigi nel 1900 a bordo di Sidi Fekkar, con il quale disputò la gara olimpica della classe da mezza a una tonnellata, venendo però squalificato. Con la stessa imbarcazione prese parte anche alla gara di classe open, ma non la riuscì a completare.